# طاها مرتضوی
طاها مرتضوی سرخکلائی (زاده ۷ خرداد ۱۳۶۷، ۲۷ مهٔ ۱۹۸۸، ساری) یک بازیکن فوتسال اهل ایران است.
او فوتسال حرفه‌ای را از رده جوانان راه ساری آغاز نمود و اکنون در باشگاه حافظ مازندران مشغول فعالیت است. وی از سال ۱۳۸۸ به تیم ملی ایران دعوت شد.